# Etiopien i olympiska sommarspelen 2012
Etiopien deltog i de olympiska sommarspelen 2012 som ägde rum i London i Storbritannien mellan den 27 juli och den 12 augusti 2012.

## Medaljörer
| Medalj | Namn              | Sport     | Gren                   | Datum           |
| ------ | ----------------- | --------- | ---------------------- | --------------- |
| Guld   | Meseret Defar     | Friidrott | Damernas 5000 m        | 10 augusti 2012 |
| Guld   | Tirunesh Dibaba   | Friidrott | Damernas 10000 m       | 3 augusti 2012  |
| Guld   | Tiki Gelana       | Friidrott | Damernas maraton       | 5 augusti 2012  |
| Silver | Sofia Assefa      | Friidrott | Damernas 3000 m hinder | 6 augusti 2012  |
| Silver | Dejen Gebremeskel | Friidrott | Herrarnas 5000 m       | 11 augusti 2012 |
| Brons  | Tirunesh Dibaba   | Friidrott | Damernas 5000 m        | 10 augusti 2012 |
| Brons  | Tariku Bekele     | Friidrott | Herrarnas 10000 m      | 4 augusti 2012  |

## Friidrott
Till friidrottstävlingarna kvalificerade Etiopien 31 idrottare:
Förkortningar
- Notera – Placeringar gäller endast den tävlandes eget heat
- Q = Kvalificerade sig till nästa omgång via placering
- q = Kvalificerade sig på tid eller, i fältgrenarna, på placering utan att ha nått kvalgränsen
- NR = Nationellt rekord
- N/A = Omgången inte möjlig i grenen
- Bye = Idrottaren behövde inte delta i omgången

Damer
Bana och väg
| Idrottare        | Gren           | Heat     | Heat      | Semifinal        | Semifinal        | Final            | Final            |
| Idrottare        | Gren           | Resultat | Placering | Resultat         | Placering        | Resultat         | Placering        |
| ---------------- | -------------- | -------- | --------- | ---------------- | ---------------- | ---------------- | ---------------- |
| Abeba Aregawi    | 1 500 m        | 4.04,55  | 1 Q       | 4.01,03          | 1 Q              | 4.11,03          | 5                |
| Meskerem Assefa  | 1 500 m        | 4.15,52  | 9         | Gick inte vidare | Gick inte vidare | Gick inte vidare | Gick inte vidare |
| Sofia Assefa     | 3 000 m hinder | 9.25,42  | 1 Q       | i.u.             | i.u.             | 9.09,84          | 2                |
| Hiwot Ayalew     | 3 000 m hinder | 9.24,01  | 1 Q       | i.u.             | i.u.             | 9.12,98          | 5                |
| Gelete Burka     | 5 000 m        | 15.01,44 | 1 Q       | i.u.             | i.u.             | 15.10,66         | 5                |
| Meseret Defar    | 5 000 m        | 14.58,70 | 2 Q       | i.u.             | i.u.             | 15.04,25         | 1                |
| Genzebe Dibaba   | 1 500 m        | 4.11,15  | 10        | Gick inte vidare | Gick inte vidare | Gick inte vidare | Gick inte vidare |
| Mare Dibaba      | Maraton        | i.u.     | i.u.      | i.u.             | i.u.             | 2.28,48          | 23               |
| Tirunesh Dibaba  | 5 000 m        | 14.58,48 | 1 Q       | i.u.             | i.u.             | 15.05,15         | 3                |
| Tirunesh Dibaba  | 10 000 m       | i.u.     | i.u.      | i.u.             | i.u.             | 30.20,75         | 1                |
| Etenesh Diro     | 3 000 m hinder | 9.25,31  | 2 Q       | i.u.             | i.u.             | 9.19,89          | 6                |
| Tiki Gelana      | Maraton        | i.u.     | i.u.      | i.u.             | i.u.             | 2.23,07          | 1                |
| Werknesh Kidane  | 10 000 m       | i.u.     | i.u.      | i.u.             | i.u.             | 30.39,38         | 4                |
| Fantu Magiso     | 800 m          | DNS      | DNS       | Gick inte vidare | Gick inte vidare | Gick inte vidare | Gick inte vidare |
| Aselefech Mergia | Maraton        | i.u.     | i.u.      | i.u.             | i.u.             | 2.32,03          | 42               |
| Belaynesh Oljira | 10 000 m       | i.u.     | i.u.      | i.u.             | i.u.             | 30.45,56         | 5                |

Herrar
Bana och väg
| Idrottare                   | Gren           | Heat     | Heat      | Semifinal        | Semifinal        | Final            | Final            |
| Idrottare                   | Gren           | Resultat | Placering | Resultat         | Placering        | Resultat         | Placering        |
| --------------------------- | -------------- | -------- | --------- | ---------------- | ---------------- | ---------------- | ---------------- |
| Ayele Abshero               | Maraton        | i.u.     | i.u.      | i.u.             | i.u.             | DNF              | DNF              |
| Yenew Alamirew              | 5 000 m        | 13.15,39 | 2 Q       | i.u.             | i.u.             | 13.49,68         | 12               |
| Mohamed Aman                | 800 m          | 1.47,34  | 1 Q       | 1.44,34          | 1 Q              | 1.43,20          | 6                |
| Kenenisa Bekele             | 10 000 m       | i.u.     | i.u.      | i.u.             | i.u.             | 27.32,44         | 4                |
| Tariku Bekele               | 10 000 m       | i.u.     | i.u.      | i.u.             | i.u.             | 27.31,43         | 3                |
| Bereket Desta               | 400 m          | 47,40    | 7         | Gick inte vidare | Gick inte vidare | Gick inte vidare | Gick inte vidare |
| Getu Feleke                 | Maraton        | i.u.     | i.u.      | i.u.             | i.u.             | DNF              | DNF              |
| Roba Gari                   | 3 000 m hinder | 8.20,68  | 1 Q       | i.u.             | i.u.             | 8.20,00          | 4                |
| Gebre-egziabher Gebremariam | 10 000 m       | i.u.     | i.u.      | i.u.             | i.u.             | 27.36,34         | 8                |
| Mekonnen Gebremedhin        | 1 500 m        | 3.36,56  | 2 Q       | 3.42,90          | 4 Q              | 3.35,44          | 6                |
| Dejen Gebremeskel           | 5 000 m        | 13.15,15 | 1 Q       | i.u.             | i.u.             | 13.41,98         | 2                |
| Hagos Gebrhiwet             | 5 000 m        | 13.26,16 | 5 Q       | i.u.             | i.u.             | 13.49,59         | 11               |
| Birhan Getahun              | 3 000 m hinder | DNF      | DNF       | i.u.             | i.u.             | Gick inte vidare | Gick inte vidare |
| Nahom Mesfin                | 3 000 m hinder | 8.18,16  | 5 q       | i.u.             | i.u.             | 8.35,12          | 12               |
| Dino Sefer                  | Maraton        | i.u.     | i.u.      | i.u.             | i.u.             | DNF              | DNF              |
| Dawit Wolde                 | 1 500 m        | 3.41,81  | 10        | Gick inte vidare | Gick inte vidare | Gick inte vidare | Gick inte vidare |
| Aman Wote                   | 1 500 m        | 3.41,67  | 8         | Gick inte vidare | Gick inte vidare | Gick inte vidare | Gick inte vidare |

## Simning
Damer
| Tävlande     | Gren        | Heat  | Heat      | Semifinal        | Semifinal        | Final            | Final     |
| Tävlande     | Gren        | Tid   | Placering | Tid              | Placering        | Tid              | Placering |
| ------------ | ----------- | ----- | --------- | ---------------- | ---------------- | ---------------- | --------- |
| Yanet Seyoum | 50 m frisim | 32,41 | 8         | Gick inte vidare | Gick inte vidare | Gick inte vidare | 65        |

Herrar
| Tävlande               | Gren        | Heat  | Heat      | Semifinal        | Semifinal        | Final            | Final     |
| Tävlande               | Gren        | Tid   | Placering | Tid              | Placering        | Tid              | Placering |
| ---------------------- | ----------- | ----- | --------- | ---------------- | ---------------- | ---------------- | --------- |
| Mulualem Girma Teshale | 50 m frisim | 28,99 | 7         | Gick inte vidare | Gick inte vidare | Gick inte vidare | 57        |